# Як, Бернард
Берна́рд Я́к (англ. Bernard Yack; род. 1952) — американский политический теоретик канадского происхождения.
Он получил степень бакалавра в Университете Торонто и степень доктора философии в Гарвардском университете, где был студентом Джудит Шкляр. Як преподавал во многих университетах, включая Принстонский университет университет и Университет Висконсин-Мэдисон. Он является автором работ по политической и социальной философии, таких как «Проблемы политического животного» и «Стремление к тотальной революции: философские источники социального недовольства от Руссо до Маркса и Ницше». Его последняя книга называется «Национализм и моральная психология сообщества». В настоящее время он является профессором демократии и государственной политики имени Лермана Нойбауэра в Брандейском университете.

## Избранные публикации
- Бернард Як. Национализм и моральная психология сообщества. Чикаго: Издательство Чикагского университета, 2012.
- Бернард Як. Фетишизм современности: эпохальное самосознание в современной социальной и политической мысли. Издательство Университета Нотр-Дам, 1997.
- Бернард Як. Либерализм без иллюзий: Очерки о либеральной теории и политическом видении Джудит Н. Шкляр. Издательство Калифорнийского университета, 1996.
- Бернард Як. Проблемы политического животного: сообщество, конфликт и справедливость в аристотелевской политической мысли. Издательство Калифорнийского университета, 1993.
- Бернард Як. Стремление к тотальной революции: философские источники социального недовольства от Руссо до Маркса и Ницше. Издательство Принстонского университета, 1986.